# Alichin
Alichin (persiska: عالی چین, Ālīchīn) är en ort i Iran. Den ligger i provinsen Västazarbaijan, i den nordvästra delen av landet, 500 km väster om huvudstaden Teheran. Alichin ligger 1 549 meter över havet och antalet invånare är 389.
Terrängen runt Alichin är huvudsakligen kuperad, men den allra närmaste omgivningen är platt.Runt Alichin är det ganska glesbefolkat, med 47 invånare per kvadratkilometer. Närmaste större samhälle är Shāhīn Dezh, 17,8 km söder om Alichin. Trakten runt Alichin består till största delen av jordbruksmark.